# Renault 9 CV

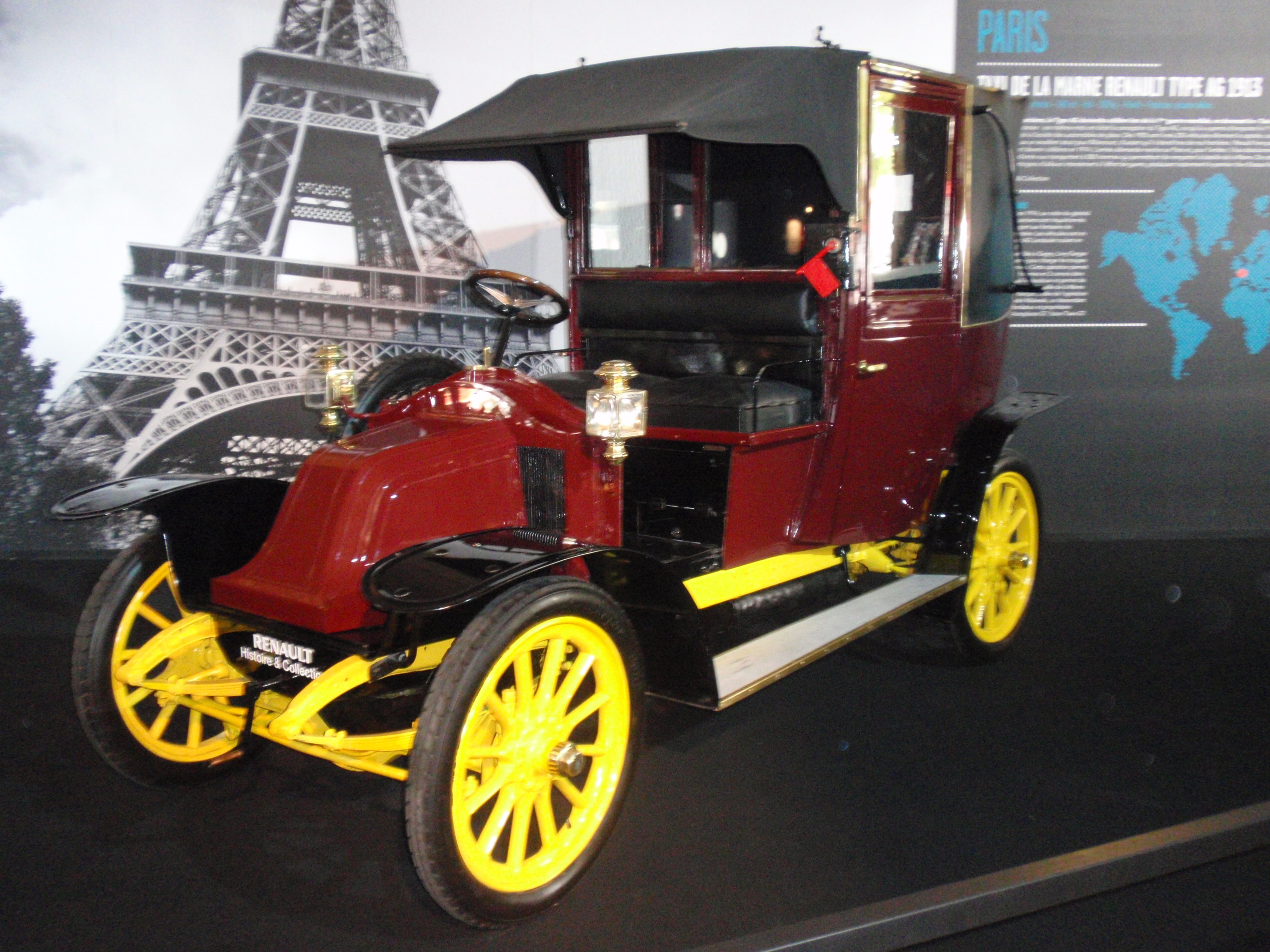
Renault Type AG

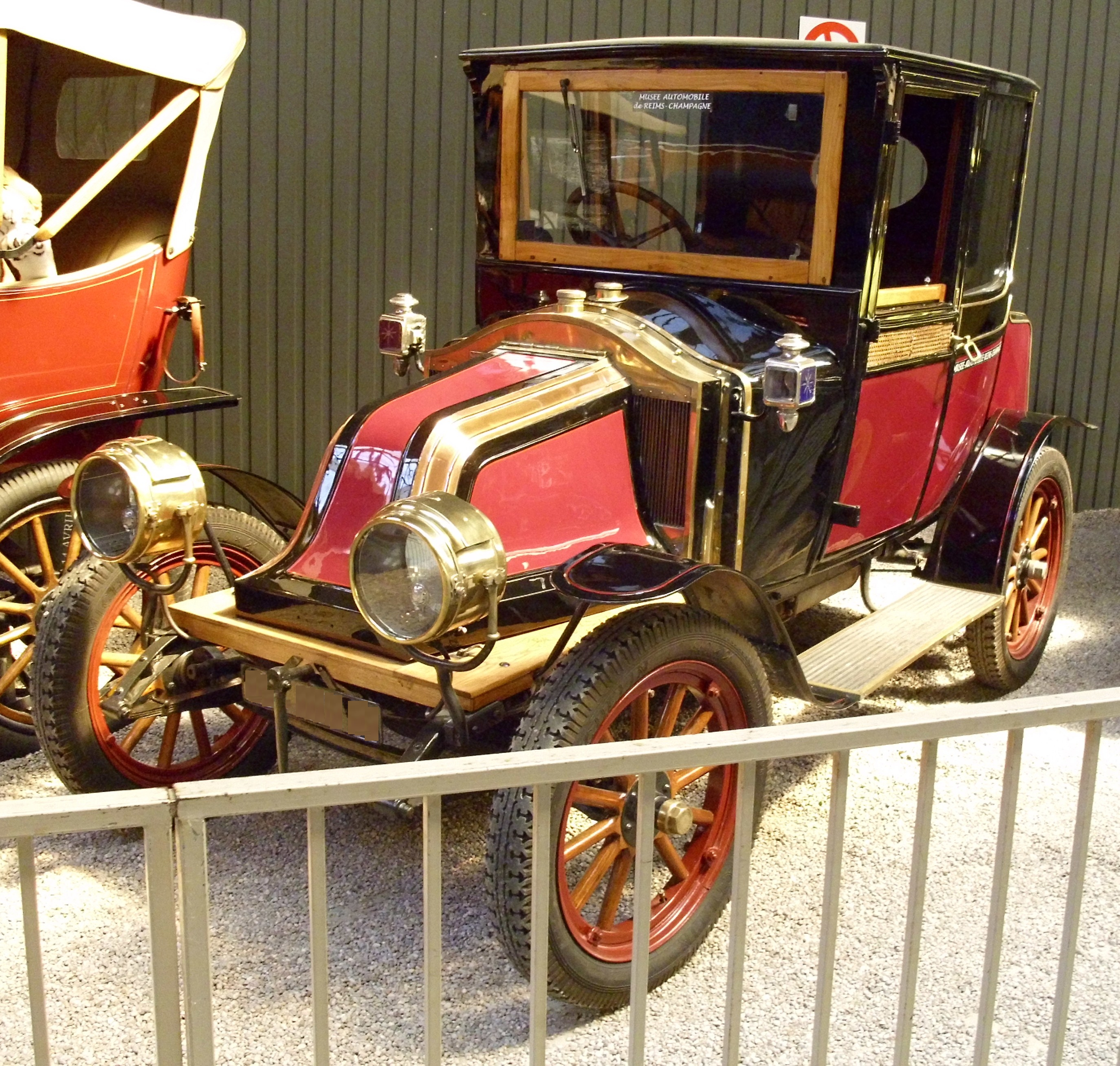
Renault Type EK

Der Renault 9 CV war eine Pkw-Modellreihe des französischen Automobilherstellers Renault aus der Zeit vor dem Zweiten Weltkrieg. Dabei stand das CV für die Steuer-PS. Zu dieser Modellreihe gehörten:
- Renault Type AG (1905–1914)
- Renault Type EK (1913–1917)
- Renault Type FD (1919–1920)